# Los Transformers (Marvel Comics)
Los Transformers fueron una serie de cómics estadounidenses de 80 números, publicada por Marvel Comics que cuenta la historia de los Transformers. Programado originalmente como una miniserie de cuatro números, generó una mitología que informaría a otras versiones de la saga. También tenía un título hermano en el Reino Unido que empalmó historias originales en la continuidad, con 332 temas.

## Título de los Estados Unidos

### Arcos de la historia
Hubo varios arcos de historias que corrieron a través de la serie estadounidense.
Serie n.º 1-4: los Autobots y los Decepticons aterrizan en la Tierra a través del Arca, en paralelo a la caricatura. Los Autobots son reformateados por el Arca para parecerse a los autos y camiones; los Decepticons toman la forma de aviones, armas o, en el caso de Soundwave, un reproductor de casete.
Los Decepticons causan estragos, roban energía y construyen una fortaleza. Los Autobots, vistos aquí como los más débiles, no aptos para la guerra, luchan valientemente para detener a sus enemigos.
En última instancia, son los humanos de quienes los Autobots se hacen amigos y salvan el día. El padre de Buster Witwicky, capturado por los Decepticons para formular un combustible para ellos, envenena a sus captores en secreto.
En la batalla final, solo cinco Autobots se enfrentan a todo el ejército de Decepticons. Con los Autobots en la cúspide de la derrota, el combustible contaminado preparado por el Sr. Witwicky entra en acción y caen los Decepticons.
Sin embargo, los Autobots ni siquiera tienen tiempo para celebrar, ya que la miniserie de cuatro partes termina con Shockwave haciendo acto de presencia, haciendo pedazos a los Autobots restantes. Este cliffhanger condujo directamente a la carrera mensual de Marvel, que comenzó tres meses después de que terminara la miniserie. (La edición # 4 tenía una fecha de portada de marzo de 1985; la edición # 5 tenía una fecha de junio.) La serie originalmente tenía la intención de terminar después de la edición # 4 y la última página planificada de la edición # 4 indicaba lo mismo, pero con fuertes ventas, Marvel estaba convencida de hacer que la serie continuara y el final se modificó para que Shockwave apareciera y atacara a los Autobots antes de que se publicara el problema.
La serie también se ambientó en el Universo Marvel en un momento en el que se hace referencia a X-Men's Dazzler en el número 2, así como a Spider-Man, Joe Robertson, Nick Fury y Dum Dum Dugan de S.H.I.E.L.D. haciendo apariciones desde el número 3. Además, la Tierra Salvaje aparece en el número 4 cuando Ratchet visita el lugar que debutó en X-Men. Las conexiones del Universo Marvel fueron descartadas desde entonces en números posteriores del cómic.
Serie n.º 5-12: en este arco de la historia, Shockwave tiene el control del Arca. La mayoría de los Autobots no funcionan, y Optimus Prime se ha reducido a solo una cabeza. Shockwave quiere que Optimus Prime le dé vida a los Decepticons utilizando la Matriz de Liderazgo que posee, pero Optimus se niega y finalmente pasa la Matriz a un Buster involuntario. Mientras tanto, un Megatron debilitado intenta recuperar el mando de los Decepticons, pero Shockwave lo derrota fácilmente. Al necesitar ayuda contra Shockwave, el oficial médico Ratchet encuentra la ayuda de los Dinobots. Megatron pronto termina perdido en el bosque, atrapado en modo pistola y sin su memoria.
Serie n.º 13-23: Megatron se reactivó inadvertidamente y regresa para convertirse en el líder de los Decepticons nuevamente. Mientras tanto, el gobierno contrata a un escritor de cómics llamado Donny Finkelberg para interpretar a Robot Master, un hombre supuestamente detrás de todos los ataques de robots (sin hacer distinción entre Autobot o Decepticon). El objetivo de todo el truco es poner una cara fácilmente identificable en las preocupaciones del público sobre los robots. Donny finalmente se convierte en el peón de Megatron por un tiempo, luego se escapa y trata de ayudar a los Autobots, pero no antes de venderlos al gobierno de los Estados Unidos. Finalmente, se da cuenta del error de sus maneras y entrega todo el dinero que el gobierno le pagó.
Los Autobots se enfrentan a más problemas en forma de Interruptor, un personaje introducido por primera vez en el # 8. Una dulce y brillante jovencita que creó tecnología avanzada para el magnate petrolero Sr. Blackrock, quedó paralizada durante un ataque a una de las plataformas petrolíferas de Blackrock en el número 5. Usando su conocimiento técnico para crear un traje que le da el control de sus funciones motoras de nuevo, adopta la personalidad del Interruptor de Circuito y jura vengarse de todos los Transformers, sin hacer distinción entre Autobot y Decepticon, y desafortunadamente, más a menudo que ella, las acciones afectan negativamente solo a los Autobots.
Los problemas # 17 y # 18 presentan una doble división que lleva al lector a Cybertron. (Esto fue antes de ver a Cybertron en la película o en el programa de televisión). Se introdujeron nuevos personajes como Blaster a través de esta historia, y los personajes finalmente cruzaron a la Tierra.
En el número 19, los Dinobots (especialmente Grimlock) comienzan a resentirse al recibir órdenes de Optimus Prime, por lo que se lanzan por su cuenta. Se introduce el Omega Supreme.
Serie n.º 24-37: en eventos que son paralelos a los acontecimientos de la película y el programa de televisión (aunque los eventos se llevan a cabo con 20 años de diferencia), muchos de los personajes principales toman su posición final. Bumblebee es destruido por los miembros involuntarios de G.I. Joe en GI Joe contra los Transformers # 1; Megatron logra matar a Optimus Prime (¿o no?). En el # 24; Megatron se vuelve loco y corre hacia un portal espacial que lo destruye en el # 25; Bumblebee pronto vuelve como Goldbug.
Un nuevo adversario humano llamado El Mecánico aparece por primera vez en el número 26, un ladrón de autos cuya habilidad con una llave puede ser un desastre para los Autobots que se interponen en su camino.
Los Dinobots regresan en el número 27 y Grimlock se afirma rápidamente como el nuevo líder de los Autobots. Muchos Autobots tienen fuertes reservas sobre sus habilidades de liderazgo, particularmente su falta de preocupación por la vida humana. Blaster y Goldbug deciden desafiar las órdenes después de una misión y no regresar al Arca, por lo que son objeto de caza por parte de un Grimlock enfurecido.
Los números 33 y 34 tomaron un descanso de la historia principal para reimprimir una historia de Marvel UK Transformers llamada "Hombre de Hierro" . Dado que esto está fuera de la continuidad normal, Optimus Prime todavía está vivo y es el líder de los Autobots en este momento.
Comenzando en el número 35 (cubierto en diciembre de 1987), los eventos se centraron menos en la Tierra, ya que los Transformers repararon su nave espacial y pudieron volver a visitar su planeta natal, Cybertron y otros planetas. Este aspecto fue particularmente prominente en la trama secundaria de Matrix Quest.
Comenzando en el número 38, los Headmasters aparecieron, luego de aparecer en su propia miniserie de cuatro números. Optimus Prime volvió, por así decirlo, en el número 40 cuando se descubrió que su personalidad se había guardado en un disquete. Desafortunadamente, no tenía memoria de trabajar con los Autobots. Sin embargo, en el número 42, le habían dado un nuevo cuerpo Powermaster y su memoria había sido restaurada.
En el número 75 (con fecha de febrero de 1991), los Autobots y los Decepticons se habían unido bajo una sola pancarta después de que el comandante Autobot, Optimus Prime, se rindiera a Scorponok para terminar su guerra civil. Unidos, finalmente se enfrentaron a su antigua némesis: Unicron. Los Transformers ganaron, pero con grandes pérdidas, incluidas las muertes de Scorponok y Optimus Prime (nuevamente). La paz entre las dos facciones de los Transformers duró poco después de la muerte de Unicron. Bludgeon, el nuevo líder Decepticon, trató de dejar a los Autobots en Cybertron, que aparentemente se estaba destruyendo a sí mismo. Su plan falló y se produjo la confrontación final entre las dos facciones, con los Autobots nuevamente liderados por Grimlock. Optimus Prime está unido a Hi-Q (su Powermaster) y se le da vida por El Último Autobot. Él regresa a la batalla para salvar a los Autobots y luego exilia a los Decepticons para siempre (hasta Transformers: Generation 2). Después de la batalla con Unicron, el cómic corrió por solo cinco números antes de ser cancelado. El último número tenía el banner de la miniserie sobre el título; "# 80 EN UNA SERIE LIMITADA DE CUATRO EDICIONES".

### Escritores
La mayoría de los temas de Transformers Marvel US fueron escritos por dos escritores. Aunque el primer tema fue escrito por Bill Mantlo y Ralph Macchio, y el segundo hasta el cuarto tema fue escrito por Jim Salicrup, el editor Bob Budiansky fue el que más contribuyó a la historia, escribiendo las biografías de los personajes y los antecedentes de los Transformers, incluso dando nombres a algunos de ellos. Después de que la miniserie se convirtió en un cómic en curso, Budiansky fue promovido a escritor constante. Excepto el número 16 (Plight of the Bumblebee, escrito por Len Kaminski), número 43 (The Big Broadcast de 2006), una adaptación del episodio de dibujos animados de Transformers por Macchio (que también escribió la serie limitada que adapta la película) y la historia de dos partes Hombre de Hierro (importada de Transformers Marvel UK), Bob escribió todos los cómics de Transformers hasta el número 55.
Los arcos y problemas más famosos de la historia son Warrior's School, que presenta la introducción de los Dinobots y el primer choque entre el médico Autobot Ratchet y Megatron; ¡Hora estelar! cuando Optimus Prime finalmente se libera del cautiverio y lucha contra el actual comandante de Decepticon, Shockwave; Smelting Pool y The Bridge to Nowhere trajeron la historia a Cybertron, donde solo un puñado de Autobots libra una guerra clandestina contra los Decepticons de Straxus , también presenta a Blaster, el personaje más usado de Budiansky, que era radicalmente diferente de su caricatura y la versión de Marvel en el Reino Unido. Afterdeath y Gone pero no olvidado, vimos las muertes (por un tiempo, de todos modos) de Optimus Prime y Megatron, después de lo cual Grimlock tomó el control de las fuerzas Autobot en King of the Hill. A partir del número 28, Blaster y Goldbug (un Bumblebee reconstruido) desertaron de los Autobots debido al liderazgo tiránico de Grimlock, que terminó con Grimlock y Blaster teniendo un duelo en Totaled. El siguiente número, People Power vio el regreso de Optimus Prime, como un Powermaster. La "saga Underbase" comenzó en el número 47 y terminó en el número 50, Dark Star, donde Starscream absorbió el poder de Underbase, mata a la mayoría de los Trnasformers activos de la época. (Budiansky admitió en una entrevista que Hasbro lo estaba obligando a introducir nuevos personajes tan rápidamente, tuvo que hacer una epopeya para "hacerles sitio"). Las últimas 5 historias de Budiansky fueron muy mediocres, él mismo dijo que perdió el interés en Transformers, y le pidió a Hasbro que le entregara los cómics a un nuevo escritor.
Del número 56, el conocido escritor de Transformers Marvel UK, Simon Furman se hizo cargo de las riendas, y Marvel US le preguntó. Furman usó la caracterización que usó en Marvel UK para los Transformers, e introdujo muchos personajes en el cómic estadounidense que ya apareció en el cómic británico. Escribió todos los temas hasta la cancelación del cómic en el número 80.
Los arcos de la historia más famosos de Furman incluyen Back of the Dead, el regreso de Megatron que secuestra a Ratchet para ayudarlo en su venganza contra Autobots y Decepticons; ¡Grito primario! que introdujo a Primus y volvió a contar el origen de la carrera Transformer a los lectores de los Estados Unidos también; el "Matrix Quest" que presenta a los Autobots enviando numerosos equipos para localizar el Matrix que se perdió cuando Optimus "murió" y su cuerpo fue lanzado al espacio; y el arco de la historia de Unicron del # 67 al # 75, que presenta la batalla definitiva de los Transformers contra el Caos Bringer.
El cómic fue cancelado poco después del número 80, por lo que Furman tuvo que "terminar" el final. Según algunas entrevistas con él, planeaba presentar a los Neo-Caballeros y los "demonios" que habitan más en el subsuelo de Cybertron en los temas nunca escritos. 

## Título del Reino Unido
La versión del Reino Unido de los cómics originales de Transformers fue producida por Marvel Reino Unido (el sello semiindependiente del Reino Unido de Marvel Comics). Comenzó como un simple libro de reimpresión con una sola historia de los Estados Unidos dividida en dos o más números del Reino Unido, pero las diferencias en los programas de producción hicieron que fuera necesario material adicional de origen local para rellenar el material de los Estados Unidos. Se produjeron más de 160 nuevas historias no incluidas en el cómic estadounidense para el mercado del Reino Unido. Presentaron personajes como Emirate Xaaron y operaron una continuidad ampliada paralela a la principal franquicia de los Estados Unidos. Las historias clásicas incluyeron el viaje en el tiempo de Galvatron en Target: 2006 y la introducción de Transformer God, Primus.
Inicialmente, las historias exclusivas del Reino Unido estaban fuertemente ligadas a la continuidad de los EE. UU. Y no podían desarrollar a los personajes. Sin embargo, el lanzamiento de la película animada Transformers introdujo una nueva generación de personajes futuros (Hot Rod, Ultra Magnus, Galvatron, etc.) que en general fueron ignorados por el título estadounidense y podrían ser desarrollados por el título del Reino Unido sin contradecir las reimpresiones estadounidenses.
El principal escritor del material del Reino Unido fue Simon Furman. Muchas de sus historias más largas tuvieron un enfoque más épico para los Transformers que el título de los EE. UU. El cómic del Reino Unido desarrolló ampliamente el mundo de la historia de los Transformers. El enfoque semimítico y más sofisticado del material de Furman tuvo un impacto significativo en las futuras impresiones de Transformer. Su éxito en el título fue tal que sucedió a Bob Budiansky como escritor de la contraparte de los EE. UU. Y se lo ha asociado con la sucesión de franquicias de cómics Transformers, como las publicadas por Dreamwave e IDW.
El cómic de Transformers UK fue igualmente el hogar de dos tiras de humor de respaldo de larga data. El primero fue Robo-Capers, escrito y producido por el artista / creador Lew Stringer. El segundo fue Matt and the Cat , escrito y producido por el artista / creador Mychailo "Mike" Kazybrid. Aunque originalmente se creó como la tira de dibujos animados diaria Matt en abril de 1979, y apareció durante seis años en el periódico Bradford Telegraph & Argus, y más tarde en The Manchester Evening News, la tira cómica comenzó en Transformers, número 5, noviembre de 1984, y continuó hasta el número 73, agosto de 1986. Para adaptarse al tema de la publicación Transformers, se cambió el formato y el estilo. Además, aunque comenzó como un personaje principal, Humph el Gato comenzó a tomar más protagonismo durante sus divertidos encuentros con robots, extraterrestres y su continua necesidad de publicar su suscripción a cómics.

## Otros títulos
Hubo dos miniseries de 4 números G.I. Joe y los Transformers, y The Transformers: Headmasters, que se integraron en la historia del título principal. El cómic de G.I. Joe también presentaría más tarde el seguimiento de 12 temas, Generación 2.

## Continuación del cómic
En julio de 2011, se anunció que IDW Publishing había contratado a Simon Furman, Andrew Wildman y Stephen Baskerville (entintador de Transformers de Wildman) para hacer una continuación del cómic Transformers de Marvel, que consta de 20 números del # 81 al # 100. El 5 de mayo de 2012 se publicó un número especial de "precuela", numerado # 80.5, en el Día del Cómic Gratis. El número de edición # 81 se publicó en julio de 2012, después de lo cual la serie continúa mensualmente.